# Kevin Kolb
(en) Statistiques sur pro-football-reference
Kevin Benjamin Kolb, né le 24 août 1984 à Victoria (Texas), est un joueur américain de football américain évoluant au poste de quarterback pour les Bills de Buffalo.

## Biographie

### Carrière universitaire
Étudiant à l'université de Houston, il joua pour les Cougars de Houston.

### Carrière professionnelle
Il fut drafté en 2007 à la 36e place (deuxième tour) par les Eagles de Philadelphie.

#### Avec les Eagles de Philadelphie
Après plusieurs années comme remplaçant aux Eagles de Philadelphie, à la manière d'Aaron Rodgers avec Brett Favre pour les Packers de Green Bay, le départ de Donovan McNabb lui laisse la possibilité de devenir le quarterback titulaire. Il est ainsi nommé quarterback titulaire pour la saison 2010. Néanmoins, il subit une commotion dès le premier match de la saison, contre les Packers de Green Bay, sur un tackle de Clay Matthews, et est remplacé par Michael Vick pour la suite du match. Cette blessure l'oblige à rater la rencontre suivante contre les Lions de Détroit, au cours de laquelle Vick réalise une très bonne performance. Malgré son rétablissement dès la semaine suivante, Andy Reid préfère accorder sa confiance à Vick et Kolb redevient quarterback remplaçant pour toute la suite de la saison.

#### Avec les Cardinals de l'Arizona
À la suite de cette saison, il est échangé en 2011 aux Cardinals de l'Arizona contre Dominique Rodgers-Cromartie et un tour de draft en 2012, une équipe où il avait souhaité aller, de par l'absence de concurrence au poste de quarterback, et la présence de receveurs comme Larry Fitzgerald. Nommé titulaire dès le début de la saison, il réalise une excellente performance pour son premier match, avec une victoire contre les Panthers de la Caroline où il complète 18 passes sur 27 pour 309 yards et 2 touchdowns. Néanmoins, il n'est pas aussi étincelant pour la suite de la saison, où son équipe subit de nombreux revers et où il se trouve victime de plusieurs blessures. Finalement, il n'entame cette saison que 9 matchs sur 16, pour 1977 yards, 9 touchdowns, 8 interceptions, et un rating de 81.1.
Pour la saison 2012, il perd son poste de titulaire au profit de John Skelton. Une blessure de ce dernier lui permet toutefois de rentrer dès le premier match de la saison, et de commencer les suivants. Sa réussite au cours de ces matchs (1 169 yards, 8 touchdowns pour 3 interceptions), avec plusieurs victoires, lui permet de reprendre le poste de titulaire et d'emmener son équipe au bilan de 4-2. Néanmoins, il se blesse aux côtes à la mi-octobre, et rate le reste de la saison. Après sa blessure, les Cardinals perdent 7 rencontres de suite et ne parviennent à trouver un quarterback titulaire stable pour le reste de la saison.
Au terme de cette saison, refusant de voir son contrat être restructuré, il quitte les Cardinals et devient agent libre.

#### Avec les Bills de Buffalo
Il signe à partir de la saison 2013 un contrat de deux ans avec les Bills de Buffalo.